# ジュニオル・フィルポ
- ジュニオール・フィルポ
- フニオール・フィルポ

ジュニオル（Junior）こと、エクトル・ジュニオル・フィルポ・アダメス（Héctor Junior Firpo Adamés  ,  1996年8月22日 - ）は、ドミニカ共和国・サントドミンゴ出身、スペイン・アンダルシア州マラガ県ベナルマデナ育ちのプロサッカー選手。プレミアリーグ・リーズ・ユナイテッドFC所属。ポジションはDF。

## 来歴
1996年にドミニカ共和国の首都サントドミンゴで生まれ、6歳の時に家族と共にスペインに移住。サッカーを始めたきっかけは父親で、無理やり勧められやらされていたという。2014年にレアル・ベティスのカンテラに入団。そのままセグンダ・ディビシオンB所属のBチームに登録され、2015年2月15日のグラナダCFB戦でプロデビュー。
2017年8月1日、トップチームに昇格し2021年までの契約を締結。翌2018年2月15日のデポルティーボ・ラ・コルーニャ戦でプリメーラ・ディビシオンデビュー。3月18日のRCDエスパニョール戦で、プロ初ゴールを決めた。
2019年8月4日、FCバルセロナへの完全移籍が発表された。契約期間は5年間。
2021年7月5日、リーズ・ユナイテッドFCへの移籍が発表された。

## 代表経歴
2019年にイタリアで開催されたUEFA U-21欧州選手権に、U-21スペイン代表として出場し、優勝を経験。出身地にあたるドミニカ共和国代表でもプレーする資格もあるものの、本人はスペイン代表でのプレーを目指していると言われていた。
2024年2月28日、代表監督との話し合いを経て、今後はドミニカ共和国代表としてプレーすることを発表した。
2024年3月23日、アルバ代表との親善試合でドミニカ共和国代表として初出場。

## 個人成績
| クラブ           | シーズン | リーグ     | リーグ戦 | リーグ戦 | カップ戦 | カップ戦 | 国際大会 | 国際大会 | その他 | その他 | 合計 | 合計 |
| クラブ           | シーズン | リーグ     | 出場     | 得点     | 出場     | 得点     | 出場     | 得点     | 出場   | 得点   | 出場 | 得点 |
| ---------------- | -------- | ---------- | -------- | -------- | -------- | -------- | -------- | -------- | ------ | ------ | ---- | ---- |
| ベティスB        | 2014-15  | セグンダB  | 2        | 0        | 0        | 0        | -        | -        | 0      | 0      | 2    | 0    |
| ベティスB        | 2015-16  | セグンダB  | 30       | 1        | 0        | 0        | -        | -        | 0      | 0      | 30   | 1    |
| ベティスB        | 2017-18  | セグンダB  | 13       | 1        | 0        | 0        | -        | -        | 0      | 0      | 13   | 1    |
| ベティスB        | 通算     | 通算       | 45       | 2        | 0        | 0        | -        | -        | 0      | 0      | 45   | 2    |
| レアル・ベティス | 2017-18  | プリメーラ | 14       | 2        | 0        | 0        | 0        | 0        | 0      | 0      | 14   | 2    |
| レアル・ベティス | 2018-19  | プリメーラ | 24       | 3        | 1        | 0        | 4        | 0        | 0      | 0      | 29   | 3    |
| レアル・ベティス | 通算     | 通算       | 38       | 5        | 1        | 0        | 4        | 0        | 0      | 0      | 43   | 5    |
| バルセロナ       | 2019-20  | プリメーラ | 17       | 1        | 2        | 0        | 4        | 0        | 0      | 0      | 23   | 1    |
| バルセロナ       | 2020-21  | プリメーラ | 7        | 1        | 4        | 0        | 6        | 0        | 1      | 0      | 18   | 1    |
| バルセロナ       | 通算     | 通算       | 24       | 2        | 6        | 0        | 10       | 0        | 1      | 0      | 41   | 2    |
| リーズ           |          |            |          |          |          |          |          |          |        |        |      |      |
| 総通算           | 総通算   | 総通算     | 107      | 9        | 7        | 0        | 14       | 0        | 1      | 0      | 129  | 9    |